# A Plain Girl's Love
A Plain Girl's Love è un cortometraggio muto del 1913 diretto da Henry MacRae.

## Produzione
Il film fu prodotto dalla Selig Polyscope Company.

## Distribuzione
Distribuito dalla General Film Company, il film - un cortometraggio di una bobina - uscì nelle sale cinematografiche statunitensi il 15 gennaio 1913.